# 교황청 성서연구원

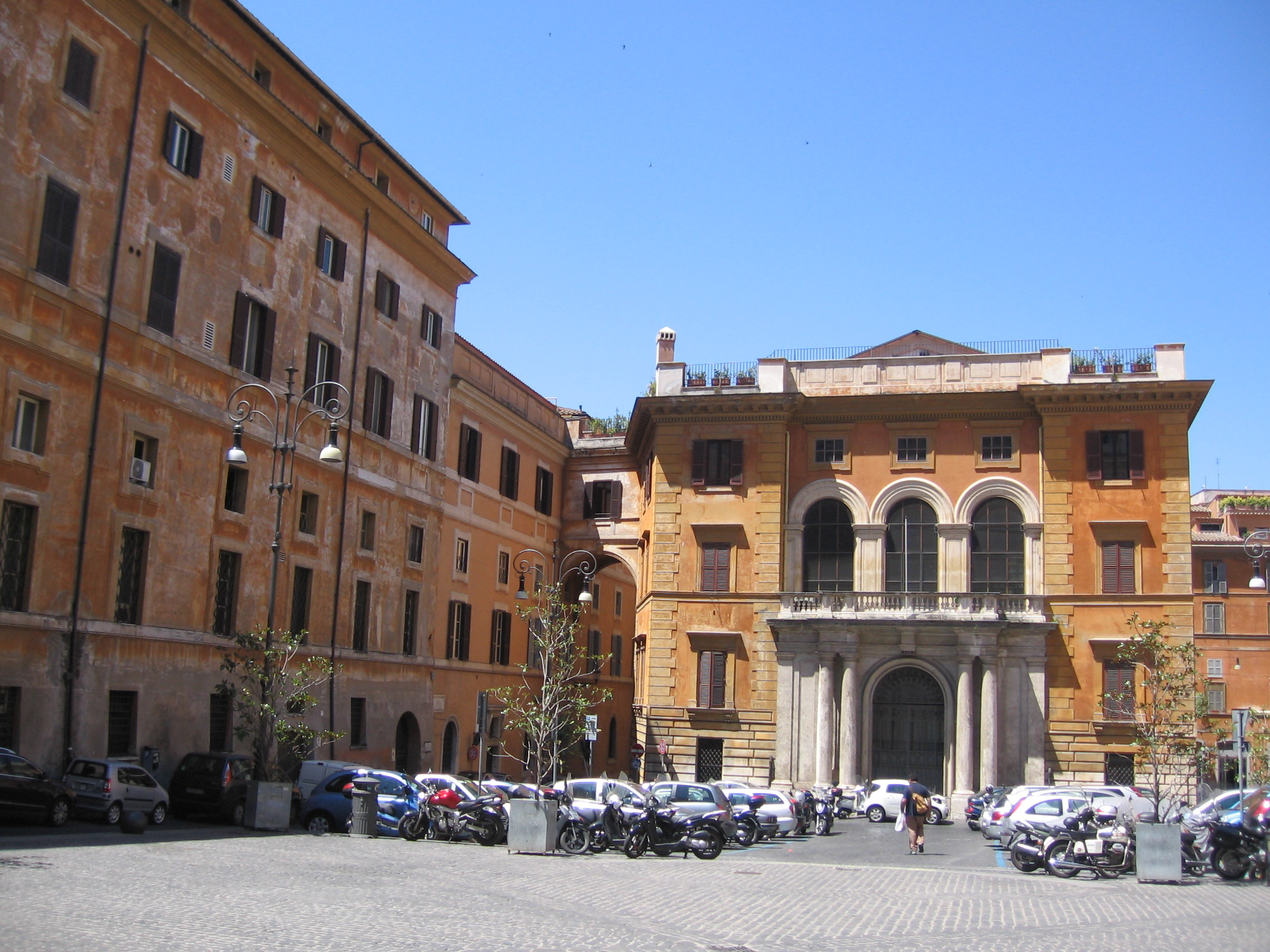

교황청 성서연구원(이탈리아어: Pontificio Istituto Biblico)은 성서학 분야에서 일반 대학교 수준 이상의 교육을 하는 교황청의 전문기구이며 예수회에서 운영하고 있다. 1909년 교황 비오 10세는 성경에 대한 좀 더 깊은 연구를 하여 가능한 한 가장 효과적인 방법으로 교리와 그밖의 모든 관련 연구를 촉진하고자 사도적 서한 《Vinea Electa》를 작성하여 건립하도록 하였다.
교황청 성서연구원은 창립 초기부터 예수회에 의해 운영되고 있다.
초창기 교황청 성서연구원의 학생들은 교황청 성서위원회에서 주최하는 시험을 준비하도록 하였다. 1916년 교황 베네딕토 15세는 교황청 성서위원회의 이름으로 이들에게 학위를 수여하는 것을 승인하였으며, 교황 비오 11세는 교황청 성서연구원과 교황청립 그레고리오 대학교의 박사학위 제휴를 승인하였다.